# David Thaxton
David Thaxton (Neath, 12 maggio 1982) è un attore teatrale e cantante gallese, noto soprattutto come attore di musical nel West End londinese.

## Biografia
Thaxton ha studiato alla Grimston Primary School e alla Springwood High School in King's Lynn di Norfolk, per poi vincere una borsa di studio per la Royal Welsh College of Music and Drama, dove ha studiato recitazione e canto, aggiudicandosi il Young Welsh Musical Theatre Singer of the Year 2005.
Come membro della National Youth Music School, Thaxton prese parte a diverse produzioni, tra cui Warchild di Richard Taylor, The Tailors Daughter di John Doyle, Trial by Jury, Sweeney Todd e Lo stupro di Lucrezia, lavorando con la National Orchestra of Wales.
Nel 2005 entra nel cast della produzione londinese del musical Les Misérables, in cui interpreta Courfeyrac e Bamatabois ed è primo sostituto per i ruoli di Enjolras e del Vescovo Myriel, e rimane con lo show anche per il 2006 (facendo parte del caro per il concerto del ventunesimo anniversario del musical). Nel 2008 torna a lavorare in Les Misérables, questa volta nel ruolo di Enjolras, e resta con la compagnia fino al 19 giugno 2010.
Dal 10 settembre al 27 novembre 2010, Thaxton interpreta Giorgio nella produzione della Donmar Warehouse del musical di Stephen Sondheim Passion, insieme ad Elena Roger e Scarlett Strallen. Per la sua interpretazione, Thaxton vince il Laurence Olivier Award al miglior attore in un musical nel 2011.
A partire dal marzo 2011, Thaxton sostituisce Joseph Millson nel ruolo di Raoul de Chagny nel musical Love Never Dies e rimane con la compagnia fino al termine delle repliche, il 27 agosto 2011.
Dal 23 novembre 2013 al 1 marzo 2014, Thaxton interpreta il Barone Maximilian nella produzione delle Menier Chocolate Factory di Londra di Candide, con Fra Fee, Scarlett Strallen e James Dreyfus.
Dal 16 giugno 2014 David Thaxton torna a recitare in Les Misérables, questa volta nel ruolo del coprotagonista Javert, e resta nel cast fino al giugno 2015.
Nel 2016 interpreta Ponzio Pilato nella produzione di Regent's Park di Jesus Christ Superstar e riprende il ruolo anche nell'estate 2017. Dal gennaio 2018 torna a ricoprire il ruolo di Javert in Les Misérables, mentre dal dicembre 2018 alla primavera del 2019 interpreta il Fantasma dell'Opera nell'omonimo musical di Andrew Lloyd Webber in scena all'His Majesty's Theatre del West End. Nel 2023 interpreta Max von Mayerling nell'allestimento di Jamie Lloyd di Sunset Boulevard al Savoy Theatre; il ruolo gli vale una candidatura al Laurence Olivier Award al miglior attore non protagonista in un musical e nel 2024 esordisce a Broadway nel medesimo ruolo.
È sposato con l'attrice Nancy Sullivan, sua collega in Les Misérables.

## Teatro
- The Tailor's Daughter, colonna sonora di Brian Irvine, libretto di Greg Cullen, regia di John Doyle. Wales Millennium Centre di Cardiff (2005)
- La carriera di un libertino, colonna sonora di Igor' Fëdorovič Stravinskij, libretto di W. H. Auden, regia di David Newman. Wales Millennium Centre di Cardiff (2005)
- Les Misérables, colonna sonora di Claude-Michel Schönberg, libretto di Alain Boublil e Herbert Kretzmer, regia di Trevor Nunn e John Caird. Queen's Theatre di Londra (2005)
- Les Misérables, colonna sonora di Claude-Michel Schönberg, libretto di Alain Boublil e Herbert Kretzmer, regia di Trevor Nunn e John Caird. Queen's Theatre di Londra (2008)
- Passion, colonna sonora di Stephen Sondheim, libretto di James Lapine, regia di Jamie Lloyd. Donmar Warehouse di Londra (2010)
- Love Never Dies, colonna sonora di Andrew Lloyd Webber, libretto di Glenn Slater, Charles Hart e Ben Elton, regia di Jack O'Brien. Teatro Adelphi di Londra (2011)
- Candide, colonna sonora di Leonard Bernstein, libretto di Hugh Wheeler, Richard Wilbur e Stephen Sondheim, regia di Matthew White. Menier Chocolate Factory di Londra (2013)
- Les Misérables, colonna sonora di Claude-Michel Schönberg, libretto di Alain Boublil e Herbert Kretzmer, regia di Trevor Nunn e John Caird. Queen's Theatre di Londra (2014)
- Jesus Christ Superstar, colonna sonora di Andrew Lloyd Webber, libretto di Tim Rice, regia di Timothy Schaeder e Drew McOnie. Regent's Park Open Air Theatre di Londra (2016)
- Only the Brave, libretto di Rachel Wagstaff, colonna sonora di Matthew Brind, regia di Steve Marmion. Soho Theatre di Londra, Wales Millennium Centre di Cardiff (2016)
- Roller Diner, di Stephen Jackson, regia di Steve Marmion. Soho Theatre di Londra (2017)
- Jesus Christ Superstar, colonna sonora di Andrew Lloyd Webber, libretto di Tim Rice, regia di Timothy Schaeder e Drew McOnie. Regent's Park Open Air Theatre di Londra (2017)
- Les Misérables, colonna sonora di Claude-Michel Schönberg, libretto di Alain Boublil e Herbert Kretzmer, regia di Trevor Nunn e John Caird. Queen's Theatre di Londra (2018)
- Camelot, colonna sonora di Frederick Loewe, libretto di Alan Jay Lerner, regia di Sean Kerrison. London Palladium di Londra (2018)
- The Phantom of the Opera, colonna sonora di Andrew Lloyd Webber, libretto di Richard Stilgoe e Charles Hart, regia di Harold Prince. His Majesty's Theatre di Londra (2018)
- Come From Away, colonna sonora e libretto di Irene Sankoff and David Hein, regia di Christopher Ashley. Phoenix Theatre di Londra (2019)
- Jesus Christ Superstar, colonna sonora di Andrew Lloyd Webber, libretto di Tim Rice, regia di Timothy Schaeder e Drew McOnie. Regent's Park Open Air Theatre di Londra (2020)
- The Sorcerer's Apprentice, colonna sonora di Ben Morales Frost, libretto di Richard Hough, regia di Charlotte Westenra. Southwark Playhouse di Londra (2021)
- She Loves Me, colonna sonora di Jerry Bock, libretto di Sheldon Harnick e Joe Masteroff, regia di Robert Hastie. Crucible Theatre di Sheffield (2021)
- Les Misérables, colonna sonora di Claude-Michel Schönberg, libretto di Alain Boublil e Herbert Kretzmer, regia di Laurence Connor. Sondheim Theatre di Londra (2022)
- Sunset Boulevard, colonna sonora di Andrew Lloyd Webber, libretto di Christopher Hampton e Don Black, regia di Jamie Lloyd. Savoy Theatre di Londra (2023), Saint James Theatre di Broadway (2024)

## Riconoscimenti
- Premio Laurence Olivier
  - 2011 - Miglior attore in un musical per Passion
  - 2024 - Candidatura per il miglior attore non protagonista in un musical per Sunset Boulevard